# Melchisédech Thévenot
Pour les articles homonymes, voir Melchisédech (homonymie) et Thévenot.
Melchisédech ou Melchisédec Thévenot, né vers 1620 et mort à Issy le 29 octobre 1692, est un écrivain et physicien français. Inventeur du niveau à bulle et auteur du premier traité de natation en français, il est également cartographe, diplomate et bibliothécaire du roi. Ses Relations de divers voyages curieux rassemblent tout ce qu'un Européen pouvait savoir sur le monde au XVIIe siècle. C'est aussi de lui, dit-on, que son célèbre neveu, Jean de Thévenot, hérita son goût pour les voyages.

## Biographie
Issu d'une famille aisée, son prénom de baptême est Nicolas, son second prénom (de confirmation), Melchisédech lui étant certainement donné en hommage à son grand-père maternel, Melchisédech Garnier, avocat au Parlement de Paris, et probablement huguenot. Il était réputé parler l'anglais, le latin, le grec, l'hébreu, l'arabe et le turc. Il est ambassadeur à Gênes en 1647, puis à Rome dans les années 1650. Il assiste au conclave de 1655 à l'issue duquel sera élu le pape Alexandre VII. Il participe aux premières réunions du cercle de savants qui ont précédé la formation de l'Académie royale des sciences comme il l'écrit dans une lettre au prince Léopold de Médicis. Il est bibliothécaire du roi à partir de 1684 et devient membre de l'Académie des sciences en 1685.

## Travaux scientifiques

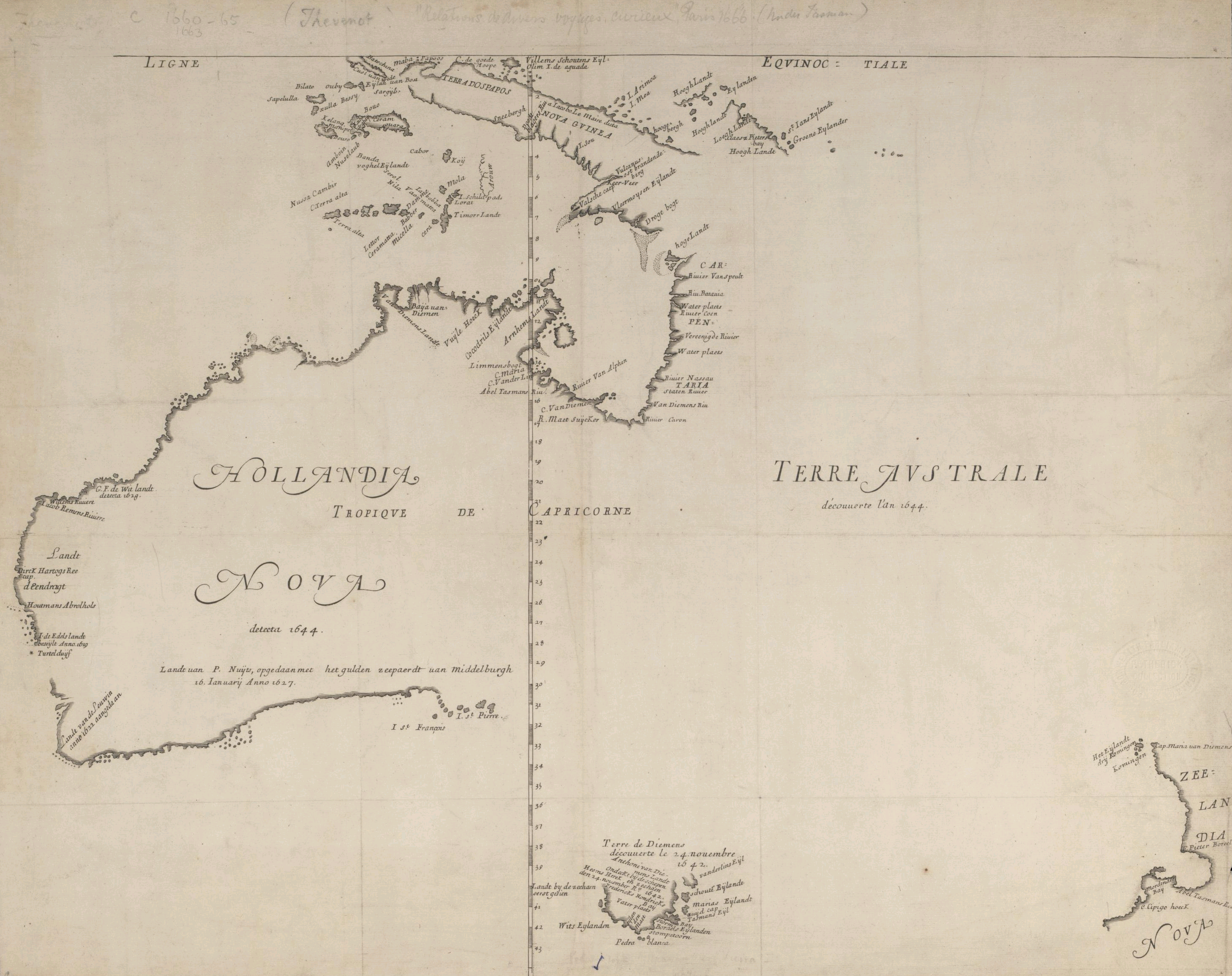
Carte de la Nouvelle Hollande
dessinée par Melchisédech Thévenot

Ses travaux sont nombreux. Il étudie l'astronomie, la physique, la médecine et les mathématiques. Il mène des expériences sur le siphon et la capillarité, propose l'ipecacuanha comme remède à la dysenterie et prône les bénéfices du jus de citron. Il entretient une correspondance à l'échelle européenne avec les savants de son temps, parmi lesquels Christiaan Huygens, Henry Oldenburg et Jan Swammerdam ; certains d'entre eux séjournent également chez lui à Issy, où Niels Steensen vient un jour disséquer un cerveau humain devant un parterre attentif. Comme autour de Henri Louis Habert de Montmor, dont il fréquente lui-même le cercle, se forme peu à peu autour de Thévenot une académie qui porte son nom et compte parmi celles dont est née l'Académie des sciences en 1666.
En 1660 ou 1661, Melchisédech Thévenot invente le niveau à bulle. Il remplit son instrument d'alcool, le monte sur pierre et le munit d'une lentille. Il fait part de son invention à Robert Hooke à Londres et à Vincenzo Viviani à Florence. Adrien Auzout en recommande l'usage à l'Académie des Sciences lorsque celle-ci s'apprête à lancer une expédition à Madagascar en 1666.

## L'art de nager

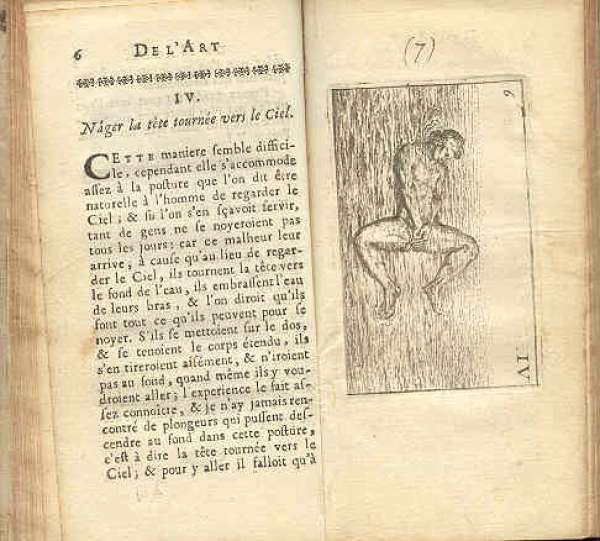
« Nager la tête tournée vers le Ciel. »
Illustration de L'Art de nager de Thévenot.

Son Art de Nager démontré par figures avec des avis pour se baigner utilement paraît à Paris en 1696. Le livre est traduit en anglais dès 1699 ; Benjamin Franklin, nageur enthousiaste et inventeur des palmes, est l'un de ses lecteurs. Deux nouvelles éditions paraissent en France au cours du XVIIIe siècle, chacune augmentée de dissertations qui en explorent l'histoire et les ramifications. C'est par le biais de ce livre que la brasse se répand en Europe et que les Français, pendant près d'un siècle, apprennent à nager.
Les auteurs de l'Encyclopédie le traitent toutefois de haut : « M. Thevenot a publié un livre curieux intitulé, l'art de nager, démontré par figures. Et avant lui Everard Digby, anglois, & Nicolas Winman, allemand, avoient déjà donné les règles de cet art. Thevenot n'a fait, pour ainsi dire, que copier ces deux auteurs ; mais s'il se fût donné la peine de lire le traité de Borelli, avec la moitié de l'application qu'il a lu les deux autres, il n'auroit pas soutenu, comme il l'a fait, que l'homme nageroit naturellement, comme les autres animaux, s'il n'en étoit empêché par la peur qui augmente le danger. »

## Relations de divers voyages curieux

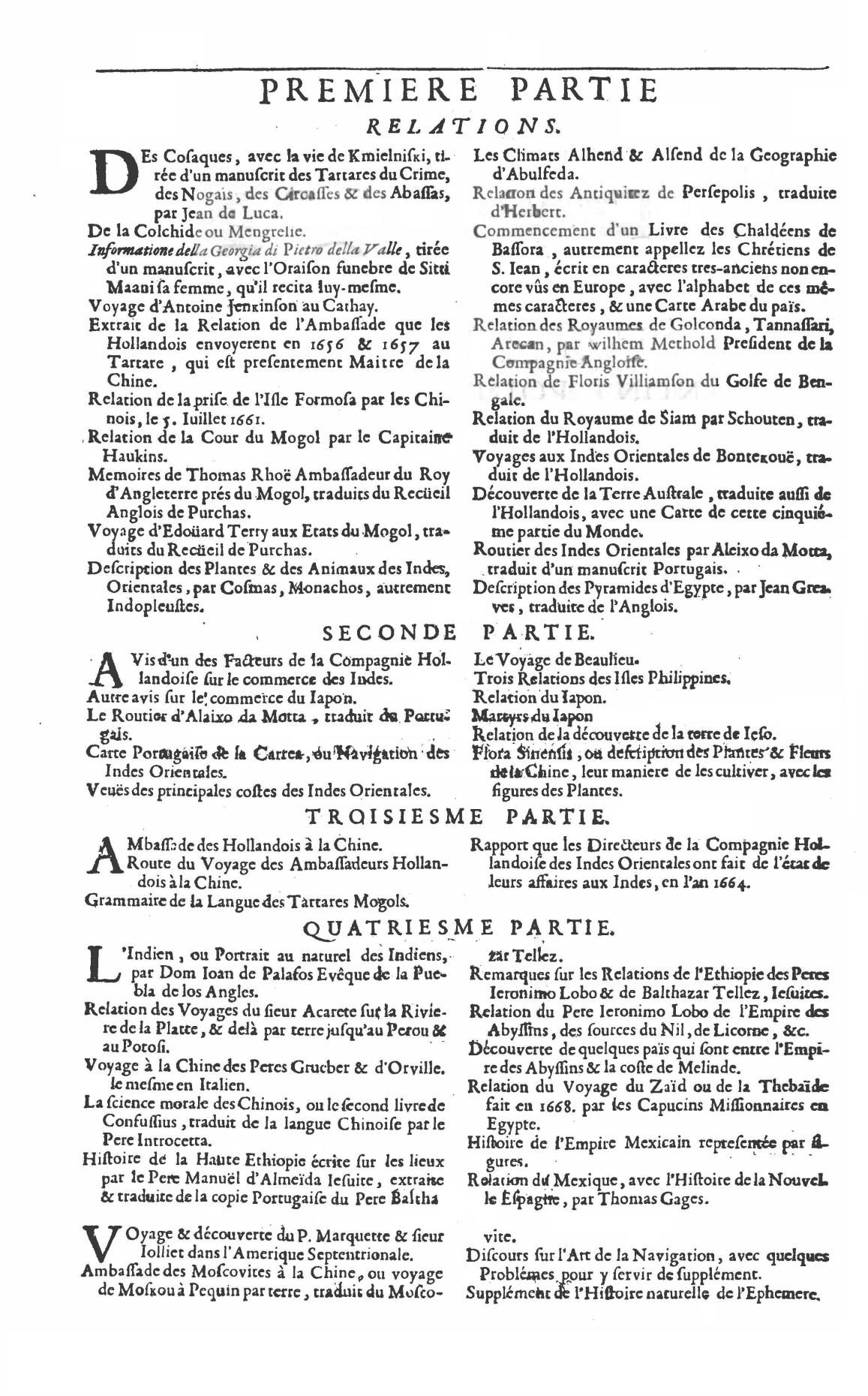
Table des quatre parties des Relations de divers voyages curieux

Les récits de voyageurs sont l'une de ses passions. Melchisédech Thévenot possédait à la fin de sa vie 290 manuscrits, dont l'inventaire sera dressé en 1692 et la collection achetée par la Bibliothèque du roi en 1712. C'est entre 1663 et 1672 qu'il fait paraître les Relations de divers voyages curieux qui n'ont point esté publiées, et qu'on a traduit ou tiré des originaux des voyageurs français, espagnols, allemands portugais, anglois, hollandois, persans, arabes & autres orientaux, données au public par les soins de Melchisedech Thevenot; le tout enrichi de plantes non décrites, d'animaux inconnus à l'Europe, & de cartes géographiques qui n'ont point encore été publiées. Tel que le perçoit Jean Chapelain, le but de ce recueil, auquel tous les amis de Thévenot sont mis à contribution, est d'« apporter de quoy s’exercer au raisonnement des contemplateurs de la nature. » Il témoigne surtout de l'intérêt des Européens pour la découverte du monde, à l'époque du lancement des diverses Compagnies des Indes.
Ce volumineux ouvrage (1 700 pages) est découpé en quatre parties, regroupées en deux volumes dans certaines rééditions. Il contient en particulier dans sa 3e partie la traduction française de la Description de la Chine de Martin Martini, 216 pages remarquables, la première description exhaustive de la Chine par un Européen, après Marco Polo.
De tous les Voyages dont on voit la table dans le cartouche ci-contre, Armand Camus a donné une liste avec notice dans son Mémoire sur la collection des grands et petits voyages (p. 293 et suivantes).
Comme le titre de l'ouvrage l'indique, la sélection des textes y est organisée et harmonisée selon un principe caractéristique de l'époque : la curiosité. Outre un petit nombre d'extraits d'auteurs anciens tels que Cosmas Indicopleustès, on y trouve des récits, parfois inédits, sous forme complète ou abrégée, de voyages effectués entre 1449 et 1672 dans les régions, pays ou continents suivants : Russie, Crimée, Tartarie, Chine, Formose, Inde, Perse, Arabie, Terre sainte, Siam, Bengale, Bornéo, Égypte, Philippines, Japon, Afrique, Amérique. L'ensemble se compose de 55 fascicules réunis en quatre volumes richement illustrés : gravures représentant la flore, la faune, les costumes et les coutumes, reproductions des systèmes d'écriture chinoise, chaldéenne et mandéenne, cartes et plans géographiques dont certains sont dessinés par Thévenot lui-même. Il existe de chaque volume plusieurs éditions dont le contenu varie. En possédaient des copies : Voltaire, Turgot, d’Holbach, de Brosses, Leibniz, Locke, Beckford et son ami Antoine Galland, le traducteur des Mille et une nuits.
L'ouvrage n'est pas un compte-rendu d'observations naturalistes mais une compilation de relations et de rapports "traduits ou tirés des Originaux des Voyageurs", comme indiqué dans son titre, sans que Thévenot ne porte de jugement sur leur contenu, lequel est évidemment différent des représentations que la science en donne aujourd'hui, notamment pour les animaux, mais a valeur historique.
Melchisédech Thévenot a participé par ailleurs à la compilation de textes de Confucius parue en 1687 sous le titre Sinarum Philosophus, et sans doute à beaucoup d'autres entreprises dont il ne reste plus aucune trace. Leibniz a dit de lui qu'il était parmi les hommes « un des plus universels que je connaisse ; rien n’échappe à sa curiosité » ; il le comparait en plaisantant à Briarée, monstre de l'antiquité grecque à cent bras et cinquante têtes.

## Publications
- Relations de divers voyages curieux qui n'ont point été publiés et qu'on a traduit ou tiré des Originaux des Voyageurs Français, Espagnols, Allemands, Portugais, Anglais, Hollandais, Perses, Arabes et autres Orientaux :
  - chez Sébastien Mabre-Cramoisy, Paris sur Gallica Tome premier et Tome second, Tome troisième de l'édition de 1696, Tome quatrième de l'édition de 1672 ;
  - les mêmes sur Archive.org ;
  - Recueil de voyages de Mr Thevenot. Dédié au roy, chez Estienne Michallet, Paris, 1681 (lire en ligne)
  - réédition récente par Hachette BnF ;
- Veterum Mathematicorum Athenaei, Apollodori, Philonis, Bitonis, Heronis et aliorum Opera, avec Jean Boivin et Philippe de La Hire, Paris, 1693
- Bibliotheca Thevenotiana sive catalogus impressorum et manuscriptorum librorum bibliothecae viri clarissimi D. Melchisedecis Thevenot, apud Florentinum & Petrum Delaulne, Paris, 1694 (lire en ligne)
- L'Art de nager démontré par figures, avec des avis pour se baigner utilement, chez Thomas Moette, Paris, 1696 (lire en ligne)